# Die alten Knacker
Die alten Knacker (frz. Les Vieux Fourneaux) ist eine bisher achtteilige französische Comicserie von Wilfrid Lupano (Autor) und Paul Cauuet (Zeichner). In deutscher Sprache erscheinen die Alben im Splitter-Verlag. Die Serie gewann den Publikumspreis des Comicfestivals von Angoulême 2015.
Der Stoff wurde 2018 erfolgreich verfilmt (Les Vieux Fourneaux), mit Pierre Richard als Pierrot, Roland Giraud als Antoine, Eddy Mitchell als Émile und Alice Pol als Sophie, als Fortsetzung folgte 2022 die Verfilmung von Band 5.

## Handlung

### Band 1:Die übrig bleiben(Ceux qui restent)
Pierrot, Mimile und Antoine haben die 70 längst überschritten. Sie sind im ländlichen Südwesten Frankreichs im fiktiven Ort Montcoeur aufgewachsen und seit ihrer Kindheit befreundet. Die drei haben sich ihr Leben lang gegen die Obrigkeit aufgelehnt und immer noch eine kritische Einstellung gegen alles, was sie als Establishment empfinden. Als Antoine erfährt, dass seine verstorbene Frau Lucette ihn einst mit Armand Garan-Servier, dem Boss seiner Firma, betrogen hat, beschließt er, ein Verbrechen aus Leidenschaft zu begehen: Er will in die Toskana fahren, um den Firmentycoon zu ermorden. Seine hochschwangere Enkelin Sophie und seine Freunde folgen ihm, um ihn aufzuhalten.
In der Toskana angekommen, findet Antoine seinen ehemaligen Boss als einen dementen Tattergreis vor, der ihn nicht einmal wiedererkennt. So bringt er es nicht fertig, ihm etwas anzutun. Der geistig Umnachtete hält jedoch Antoines Enkelin für ihre eigene Großmutter und gibt ihr den Code für ein illegales Offshore-Konto über 90 Millionen Euro.

### Band 2:Bonny and Pierrot(Bonny and Pierrot)
Sophie schickt Pierrot anonym einen Batzen Geld, den sie vom illegalen Konto des Firmentycoons abgezogen hat. Sie setzt unwissentlich den Namen einer früheren Geliebten Pierrots unter den Brief, was dazu führt, dass dieser eine Suche nach der Frau beginnt, die ihn fast zur Verzweiflung treibt. Die Geschichte blendet zurück in die Zeit Anfang der 1960er Jahre, wobei der Protest gegen den Algerienkrieg und Maurice Papon, damals Polizeipräfekt von Paris, eine zentrale Rolle spielt. Außerdem war Pierrot mit seiner Geliebten im Stile von Bonnie und Clyde an einem (missratenen) Postraub beteiligt. Sophie bereut ihre Aktion und sieht sich gezwungen, eine drastische Maßnahme zu starten: Sie begeht einen anarchistischen Spaßüberfall auf eine Aktionärsversammlung, wo sie zwei Mehlbomben zündet. Für die Bomben hat sie eine sogenannte „Schafskanone“ adaptiert, die drei Jungs nach Anleitung aus dem Internet gebaut hatten.

### Band 3:Der, der geht(Celui qui part)
Der dritte Band beschäftigt sich im Wesentlichen mit Mimile, der einen Teil seines Lebens im Pazifik verbracht hat, wo er auf Schatzsuche ging. Dort fand er schließlich auch einen Schatz, aber seine Geld- und Abenteuergier führte dazu, dass ein guter Freund schwer verstümmelt wurde.
Sophie erfährt von einem Geheimnis aus der Jugend der drei Protagonisten, das diese lieber für sich behalten hätten: Damals ruinierten sie das Leben eines Mädchens namens Berthe durch Mobbing, boshafte Streiche und Rufmord. Die Mutter des Mädchens hatte während der deutschen Besatzung angeblich eine Liebschaft mit einem deutschen Soldaten gehabt, und Pierrot, Mimile und Antoine, die sich später als Sprachrohr der Unterdrückten ansahen, begannen das Leben der Tochter zu zerstören.
Parallel dazu erfährt man, dass sich Pierrot mit zwei weiteren Mitgliedern seines anarchistischen Kollektivs gegen das Bienensterben engagiert hat, mit einer Aktion, die von Sophies Spaßüberfall auf die Aktionärsversammlung aus Band 2 inspiriert war. Sie wurden aber von der Polizei geschnappt und müssen in der Folge fürchten, den Stützpunkt ihres Kollektivs zu verlieren.

### Band 4:Die Zauberin(La Magicienne)
Im vierten Band rückt die Enkelin von Antoine, Sophie, in den Mittelpunkt der Geschichte. Neben ihrer Tätigkeit als Puppenspielerin in ihrem fahrenden Theater Der Wolf im Slip, das sie von ihrer Großmutter übernommen hat, kümmert sie sich als alleinerziehende Mutter um ihre Tochter Juliette, wobei sie von Antoine unterstützt wird. Als der Pharmakonzern Garan-Servier seine Niederlassung in ihrem ländlichen Heimatort vergrößern will, wodurch in der strukturschwachen Region neue Arbeitsplätze geschaffen würden, werden auf dem geplanten Baugebiet Eier der seltenen Großen Sägeschrecke (im Französischen „gezackte Zauberin“ genannt) gefunden. Sofort besetzen Umweltaktivisten das Land, um den Ausbau zu verhindern. Antoine, der sich um die Zukunft seiner Enkelin sorgt, wenn Garan-Servier aus der Region wegziehen sollte, versucht den Protest zu verhindern. Sein Freund Pierrot ist jedoch vollkommen anderer Meinung und reist mit einer Gruppe greiser Anarchisten aus Paris an, um den Widerstand zu unterstützen. Währenddessen kommt Sophie einem Geheimnis über ihren Vater auf die Spur und verliebt sich ungewollt in den Leiter des Aktivistenlagers, der auf einem benachbarten Gutshof biologische Landwirtschaft betreibt.

### Band 5:Reif fürs Asyl(Bons pour l'asile)
Die Handlung spielt wieder in Paris. Pierrot nimmt an einer neuerlichen anarchistischen Aktion teil und landet auf der Polizeiwache. Dort trifft er auf eine schwarze Französin, der er als Sozialarbeiter einst geholfen hat, sich zu behaupten. Dass sie jetzt als Polizistin arbeitet, schockiert ihn zunächst. Antoine trifft auf seinen Sohn, der von Sophie mit einem Trick dazu genötigt wurde, Zeit mit ihm und seiner Enkelin zu verbringen. Beide kommen sich dabei etwas näher. Mimile möchte zu einem Rugby-Match Frankreich-Australien gehen, hat jedoch Schwierigkeiten, seine Freunde davon zu überzeugen, ihn zu begleiten. Die drei Geschichten sind mit dem sozialen Management der Migrationsfrage verwoben. Beim Rugby-Match protestiert Mimile schließlich vor einem Millionenpublikum gegen die australischen Internierungslager für Flüchtlinge auf Nauru, indem er seinen nackten Hintern zeigt und den Rasen ruiniert. Dabei rezitiert er die Nationalhymne von Nauru im Original. Für die anderen alten Knacker und Anarchisten wird er dadurch zum Helden.

### Band 6:Der Guyana-Fetisch(L'Oreille bouchée)
Mimile lädt Pierrot und Antoine zu einer Reise in den tiefsten Dschungel von Französisch-Guyana ein, ohne ihnen den Grund dafür zu nennen. Zunächst nehmen sie an einem verrückten Theaterstück teil, in dem es um die Auswüchse der Chrematistik geht, das Anhäufen von Reichtum um seiner selbst willen. Und obwohl Pierrot als überzeugter Großstädter sehr mit den zum Teil chaotischen Lebensbedingungen und der Wildnis inmitten des Dschungels ringt, entdecken die drei Freunde die Schönheit der Natur und müssen gleichzeitig feststellen, dass sie durch Bergbau und Umweltverschmutzung stark geschwächt, zerstört und in großem Maße bedroht ist. Während die alten Herren außerdem Kindheitsträumen nachgehen, lässt Mimile sie zugleich Teil seines Plans sein, die Umwelt zu schützen. Er hat mit einem Freund einen vor langem vergrabenen Schatz hergebracht und gemeinsam mit den anderen lässt er ihn den Bewohnern des Dschungels zukommen, damit diese die Natur erhalten können. Darüber hinaus stößt Pierrot zu seiner großen Verblüffung auf eine alte Frau, auf die er in seinen Tagen als junger Anarchist großen Eindruck gemacht hat, ohne sich daran erinnern zu können.

### Band 7:Heiß wie das Klima(Chauds comme le climat)
Antoine, der bei einer Demonstration in Paris verletzt wurde, kehrt nach Hause zurück, um an der Beerdigung seines alten Widersachers Armand Garan-Servier teilzunehmen. Noch am selben Abend vernichtet ein Großbrand einen Teil von dessen Fabrik, ein Waldstück und den angrenzenden Bauernhof Berthes. Im Ort ist man sich rasch einig, dass es sich um Brandstiftung handeln muss, über den oder die mutmaßlichen Täter gehen jedoch die Meinungen auseinander. Während Antoine und Pierrot auf eigene Faust ermitteln, gerät eine Gruppe illegaler Erntehelfer in Verdacht, laut Pierrot gemäß der französischen Tradition, dass immer Ausländer an allen Katastrophen schuld seien. Derweil versuchen Sophie und Mimile, Berthe, die nun kein Dach mehr über dem Kopf hat, vorläufig irgendwo unterzubringen, was in Anbetracht von Berthes temperamentvollem Charakter nicht ganz einfach ist. Und Mimile ist es auch, der dank seiner ruhigen, beharrlichen Art den wahren Urheber des Brandanschlags ausfindig macht: Einen rechtsextremen Jungen aus der Dorfjugend, der die Erntehelfer vertreiben wollte und daher ihr Lager anzündete. Gleichzeitig stellt sich Garan-Servier jr. als Firmenerbe Fragen über seine Rolle im Unternehmen und in der Gesellschaft. Für alle überraschend kommt er zum Schluss, entgegen der Erwartungen seiner Anleger die Fabrik wie zuvor wiederaufzubauen und alle Arbeitsplätze zu erhalten.

### Band 8:Die kleinen Strolche(Graines de voyous)
Während eine Hitzewelle Montcoeur und seinen Einwohnern zusetzt, bereitet man sich dort auf die Feier zum 60. Geburtstag des Marionettentheaters vom Wolf im Slip vor. Anlass genug, alten Erinnerungen nachzugehen, und so bittet Sophie ihren Großvater Antoine, ihr zu erzählen, wie er und ihre Großmutter Lucette sich eigentlich kennengelernt haben. Auch einige andere alte Geschichten kommen im Laufe dieser Erzählung zum Vorschein, zum Teil überraschend und mit unangenehmen Wahrheiten verbunden. So bleibt es nicht aus, dass manche Emotionen hochkochen und sich am Abend der Feier entladen, zeitgleich mit einem Gewitter, das endlich für die lang ersehnte Abkühlung sorgt. So kommt am Ende doch noch wieder alles einigermaßen ins Lot. Für den Paukenschlag zum Schluss sorgt allerdings einmal mehr Mimile, dessen wildbewegte Vergangenheit im Pazifik stets für eine Überraschung gut ist.

## Veröffentlichungsgeschichte
Der Autor Wilfrid Lupano plante ursprünglich, die Serie mit sechs Bänden abzuschließen, hatte sich aber nicht final darauf festgelegt. In Frankreich wurden inzwischen acht Alben des Comics beim Verlag Dargaud veröffentlicht. Anlässlich des 10-jährigen Jubiläums der alten Knacker deutete Lupano an, dass die Serie sich „dem Ende nähert“, ließ den konkreten Zeitpunkt dafür jedoch noch offen. Die deutschsprachige Ausgabe erscheint im Splitter Verlag.
1. Ceux qui restent, vom 11. Apr. 2014, ISBN 978-2-505-01993-0
  - Die übrig bleiben, vom August 2015, ISBN 978-3-95839-147-5
2. Bonny and Pierrot, vom 24. Okt. 2014, ISBN 978-2-505-06163-2
  - Bonny and Pierrot, vom Dezember 2015, ISBN 978-3-95839-148-2
3. Celui qui part, vom 13. Nov. 2015, ISBN 978-2-505-06352-0
  - Der, der geht, vom Februar 2016, ISBN 978-3-95839149-9
4. La Magicienne, vom 10. Nov. 2017, ISBN 978-2-505-06542-5
  - Die Zauberin, vom Oktober 2017, ISBN 978-3-95839-150-5
5. Bons pour l'asile, vom 9. Nov. 2018, ISBN 978-2-505-07141-9
  - Reif fürs Asyl, vom Januar 2019, ISBN 978-3-96219-216-7
6. L'Oreille bouchée, vom 6. Nov. 2020, ISBN 978-2-505-08336-8
  - Der Guyana-Fetisch, vom November 2020, ISBN 978-3-96219-217-4
7. Chauds comme le climat, vom 4. Nov. 2022, ISBN 978-2-505-11365-2
  - Heiß wie das Klima, vom 23. Nov. 2022, ISBN 978-3-98721-082-2
8. Graines de voyous, vom 8. Nov. 2024, ISBN 978-2-505-12492-4
  - Die kleinen Strolche, vom 27. Feb. 2025, ISBN 978-3-98721-083-9

## Der Wolf im Slip
Spin-off-Serie in Bilderbuchform, die inhaltlich an das Marionettentheater von Lucette/Sophie anknüpft. Text von Wilfrid Lupano, Zeichnung von Mayana Itoïz (mit Paul Cauuet jeweils für einen 2-seitigen Kurzcomic mit den Alten Knackern als Kommentar im Anschluss). Bis 2024 erschienen im französischen Original 8, in deutscher Übersetzung 6 Bände.

## Rezeption
Die alten Knacker gewannen den Publikumspreis des Comicfestivals von Angoulême 2015. Mit über 500.000 verkauften Exemplaren von den ersten drei Bänden in Frankreich bis Anfang 2016 war die Serie auch ein Verkaufserfolg für Dargaud. Andreas Platthaus lobte den Humor, die Präzision der Milieuschilderung, die Situationskomik und die Genauigkeit der Dekors. Es mache „diebische Laune, den nun um die 80 Jahre alten Figuren beim Pöbeln, Beleidigen und Versöhnen in ihrem Dorf zuzuschauen“, so Mathias Heller beim NDR zum achten Band. „[A]lles hat Tempo, Timing und Tacheles“, eine „sympathisch-subversive Reihe über eine Generation, die eine Menge zu erzählen hat“.

## Trivia
Der Titel von Band 6 (L'Oreille bouchée / Der Guyana-Fetisch) ist sowohl im Original wie in der deutschen Übertragung eine Anspielung auf das Tim und Struppi-Album L'Oreille cassée (dt. Titel Der Arumbaya-Fetisch).
Der QR-Code, den sich Pierrot auf dem Cover von Band 8 auf die Stirn geklebt hat, ist tatsächlich scanbar und führt zu einer Info-Website des Verlages über die Serie (französisch wie deutsch).